# Antiga Clínica i Centre Mèdic (Molins de Rei)
L'Àntiga Clínica i Centre Mèdic és un edifici del municipi de Molins de Rei (Baix Llobregat). Està catalogat com a patrimoni arquitectònic català.

## Descripció

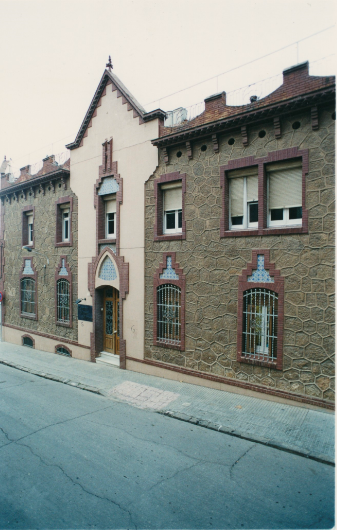
Antiga Clínica i Centre Mèdic

Aquest edifici va ser construït per acollir les escoles de les Germanes de la Doctrina Cristiana, congregació religiosa dedicada a l'ensenyament fundada a Molins de Rei l'any 1880. Posteriorment va ser utilitzat com a seu de la “Clínica“, nom amb el qual era conegut popularment el centre mèdic que ocupà l'edifici. L'any 2007 es reconvertí en un complex residencial i la façana fou l'únic element que es va mantenir de l'edifici original.
Es tracta d'un edifici cantoner d'estil modernista, construït amb treball de maçoneria de pedra combinada amb maó fosc. La cantonada, lleugerament aixamfranada, està presidida per una imatge del Sagrat Cort de Jesús. Les obertures de les façanes estan emmarcades amb maó vist i, a les llindes de les finestres de la planta baixa, aquest maó vist s'enriqueix amb decoració de rajola ceràmica.